# Judith Exner
Judith Exner (11. siječnja 1934. – 24. rujna 1999.) je Amerikanka koja je svojedobno navodno bila ljubavnica američkoga predsjednika Johna F. Kennedyja i vođi mafije Sama Giancane i Johna Rosellija. 

## Rani život
Rođena kao Judith Eileen Katherine Immoor u New Jerseyju. Otac Frederick je arhitekt njemačkih korijena, a majka irskih. Starija sestra Jacqueline postaje glumica te mijenja ime u Susan Morrow.

## Brak i obitelj
1952. se godine kao osamnaestogodišnjakinja udaje za glumca Williama Campbella; rastaju se 1958.
Tvrdila je da njena veza s tada senatorom John F. Kennedyjem počinje 1960. godine koja se nastavila nakon što je izabran za predsjednika SAD-a. 
1975. se ponovno udaje, ovaj puta za golfera Dana Exnera. Rastali su se 1988.

## John F. Kennedy
2.veljače 1960. godine ju Frank Sinatra upoznaje s Johnom F. Kennedyjem. U svojim memoarima iz 1977. spominje da je nakon toga postala jedna od Kennedyjevih ljubavnica u trajanju od 2 godine posjećajući ga često u Bijeloj kući. Njenje tvrdnje su poduprte zapisima o pozivima, iako ju je Kennedjyevo osoblje pokušalo osporiti. 
Par mjeseci kasnije, Sinatra ju je upoznao s Samom Floodom koji je zapravo bio Sam Giancana, jednog od vođa u tadašnjoj čikagoškoj mafiji. Upoznala je i Samovog suradnika Johna Rosellija. 
Nakon atentata John F. Kennedyja dolazi u medijsko središte pozornosti kada svjedoči pred odborom koji je istraživao pokušaje atentata na FIdela Castra od strane CIA-a. 

## Smrt
Ostatak života provela je u Newport Beachu baveći se slikarstvom. Umire 24.rujna 1999. godine od raka dojke.

## Vanjske poveznice
- What JFK’s Mob-Affiliated Mistress, Judith Exner, May Have Known About His Assassination